# Селвота-Дуе Тори (Рим)
Селвота-Дуе Тори је насеље у Италији у округу Рим, региону Лацио.
Према процени из 2011. у насељу је живело 98 становника. Насеље се налази на надморској висини од 97 м.